# سیارک ۳۰۴۴۸
سیارک ۳۰۴۴۸ (به انگلیسی: 30448 Yoshiomoriyama، نامگذاری:2000NV3) سی هزار و چهارصد و چهل و هشتمین سیارک کشف شده‌است که در ۷ ژوئیه ۲۰۰۰ کشف شد.